# Попел I
Попел I или Попель I (пол. Popiel I; IX век) — легендарный князь полян из династии Попелидов, один из первых основателей польской государственности.
Согласно летописи Викентия Кадлубека (XIII век), Попел I был сыном Лешка III и Юлии, сестры Юлия Цезаря, и внуком Лешка II.
По версии В. Кадлубека, он был добрым князем и в мире правил совместно со своими 20-ю названными братьями, которые ещё при его жизни совместно выбрали его сына Попела своим новым князем.
Историк Ян Длугош в своей 12-томной «Истории Польши», указывает, что Попел I вёл многочисленные победоносные войны, но владыкой был неумелым. Время его правления он относит к 800 году.
Согласно «Истории» Длугоша, правил он вначале в Кракове, но позже решил перенести княжескую резиденцию в Гнезно.
Несколько лет спустя, в опасении перед внезапными нападениями из-за расположенных вблизи Кракова границ с Русью и Франками, Попел I построил свою новую столицу в Крушвице.
Его сын Попел II, по легенде, был свергнут с престола Земовитом, сыном земледельца Пяста, изгнан за несправедливость и съеден мышами. Княжеская династия Попелидов (Попел) исчезла с исторического поля и сменилась Пястами.